# Route nationale 160bis
Die Route nationale 160Bis, kurz N 160Bis oder RN 160Bis, war eine französische Nationalstraße.
Sie wurde 1862 zwischen Chantonnay und einer Straßenkreuzung mit der ehemaligen Nationalstraße 148bis westlich von Bressuire festgelegt. Sie geht auf die Route stratégique 11 zurück. Ihre Länge betrug 47 Kilometer. 1973 wurde sie abgestuft.